# Aire urbaine de Bergerac
L'aire urbaine de Bergerac était une aire urbaine française de Nouvelle-Aquitaine centrée sur la ville de Bergerac.
En 2020, l'Insee définit un nouveau zonage d'étude : les aires d'attraction des villes. L'aire d'attraction de Bergerac remplace désormais son aire urbaine, avec un périmètre différent.

## Caractéristiques
D'après la définition qu'en donnait l'Insee en 1999, l'aire urbaine de Bergerac était composée de 59 communes, situées dans les départements de la Dordogne et de la Gironde. C'était la 105e aire urbaine de France en 1999. Son pôle urbain, l'unité urbaine de Bergerac, était composé de 21 communes.
Dans son zonage actualisé en 2010, l'Insee dénombrait 67 communes dans le périmètre de l'aire urbaine de Bergerac, soit huit de plus qu'avec le zonage de 1999 : une de moins en Gironde (Margueron) et neuf de plus en Dordogne (Fraisse, Liorac-sur-Louyre, Monestier, Sadillac, Saint-Capraise-de-Lalinde, Saint-Georges-de-Montclard, Saint-Martin-des-Combes, Saint-Perdoux et Sigoulès).
Son pôle urbain s'est agrandi d'une commune, Le Fleix, en Dordogne. L'aire urbaine formait un ensemble de 80 783 habitants en 2017. C'était la sixième aire urbaine d'Aquitaine selon le recensement de 2008.
Avec la création en 2019 de deux communes nouvelles en Dordogne, le nombre total de communes est descendu à 63, dont 56 en Dordogne.
Le tableau suivant détaille la répartition de l'aire urbaine sur les départements (les pourcentages s'entendent en proportion de chaque département) :
| Département | Communes | Communes (%) | Superficie (km²) | Superficie (%) | Population (2017) | Population (%) |
| ----------- | -------- | ------------ | ---------------- | -------------- | ----------------- | -------------- |
| Dordogne    | 56       | 11,13        | 819,76           | 9,05           | 70 710            | 17,10          |
| Gironde     | 7        | 1,31         | 61,66            | 0,57           | 10 073            | 0,64           |
| Total       | 63       |              | 881,42           |                | 80 783            |                |

## Composition
Établie par ordre alphabétique, avec les communes de la Gironde classées après celles de la Dordogne, la liste ci-dessous indique les communes appartenant à l'aire urbaine de Bergerac, selon la délimitation de 2010 :
- Bergerac
- Bosset
- Bouniagues
- Campsegret
- Cause-de-Clérans
- Colombier
- Conne-de-Labarde
- Cours-de-Pile
- Creysse
- Cunèges
- Eyraud-Crempse-Maurens
- Faux
- Le Fleix
- La Force
- Fougueyrolles
- Fraisse
- Gageac-et-Rouillac
- Gardonne
- Ginestet
- Lamonzie-Montastruc
- Lamonzie-Saint-Martin
- Lembras
- Liorac-sur-Louyre
- Lunas
- Mescoules
- Monbazillac
- Monestier
- Monfaucon
- Monmadalès
- Mouleydier
- Pomport
- Port-Sainte-Foy-et-Ponchapt
- Prigonrieux
- Queyssac
- Razac-de-Saussignac
- Ribagnac
- Rouffignac-de-Sigoulès
- Sadillac
- Saint-Agne
- Saint-Antoine-de-Breuilh
- Saint-Aubin-de-Lanquais
- Saint-Capraise-de-Lalinde
- Saint-Cernin-de-Labarde
- Saint-Georges-Blancaneix
- Saint-Georges-de-Montclard
- Saint-Germain-et-Mons
- Saint-Laurent-des-Vignes
- Saint-Martin-des-Combes
- Saint-Nexans
- Saint-Perdoux
- Saint-Pierre-d'Eyraud
- Saint-Sauveur
- Saussignac
- Sigoulès-et-Flaugeac
- Singleyrac
- Verdon
- Ligueux
- Pineuilh
- La Roquille
- Saint-André-et-Appelles
- Saint-Avit-Saint-Nazaire
- Sainte-Foy-la-Grande
- Saint-Philippe-du-Seignal

## Évolution démographique
L'évolution démographique ci-dessous concerne l'aire urbaine selon le périmètre défini en 2010.
| 1968   | 1975   | 1982   | 1990   | 1999   | 2007   | 2012   | 2017   | - |
| ------ | ------ | ------ | ------ | ------ | ------ | ------ | ------ | - |
| 66 205 | 68 044 | 69 935 | 74 376 | 75 130 | 78 831 | 81 311 | 80 783 | - |

Histogramme

(élaboration graphique par Wikipédia)